# Amon Sur
Amon Sur è un super criminale alieno immaginario dell'Universo DC. È il figlio della grande Lanterna Verde Abin Sur. Amon Sur comparve per la prima volta in Green Arrow vol. 3 n. 24 (giugno 2003), e fu creato dagli scrittori Judd Winick e Ben Raab, e dall'artista Charlie Adlard.

## Biografia del personaggio
Amon Sur comparve per la prima volta nella storia "Urban Knights: Black Circle Syndicate", un crossover bi-settimanale tra le serie di fumetti Green Arrow vol. 3 n. da 23 a 25 e Green Lantern vol. 3 n. da 162 a 164.
Amon Sur crebbe per diventare il nuovo membro del sindacato del crimine del Black Circle. Amon era incollerito con il suo defunto padre: sentiva che Abin lo aveva abbandonato per servire il Corpo delle Lanterne Verdi, e decise di sfogare la sua rabbia su tutte le Lanterne. Amon fu però fermato dal successore di Hal Jordan, Kyle Rayner, e da un Guardiano di seconda generazione di nome Lianna. Lianna decapitò Amon ma, dato che per gli Ungariani la testa non è una parte vitale del corpo, l'alieno sopravvisse e infine si fece ricrescere una nuova testa.
Anni dopo, Amon si confrontò contro Hal Jordan, che ritornò nel suo ruolo di Lanterna Verde dopo essere stato liberato dell'influenza di Parallax. Hal sconfisse il giovane pazzo, ma Amon ricevette una copia dell'anello di Sinestro da alcuni Qwardiani che poi svanirono. Dopo che Hal riportò il corpo di Abin Sur sul suo pianeta natale e lo seppellì, comparve una misteriosa luce gialla nel cielo subito dopo che Hal se ne andò, presumibilmente ad indicare la visita di Amon alla tomba di suo padre.

### Sinestro Corps
Amon Sur fu presto reclutato nei Sinestro Corps e fu scelto per rappresentare il settore spaziale 2814. Inizialmente, il Sinestro Corps tentò di reclutare Batman per questo ruolo, ma il forte senso del dovere dell'eroe e un suo precedente contatto con l'anello di una Lanterna Verde gli permise di combattere la sua influenza. Dopo che i Sinestro Corps invasero la Terra, Amon Sur era contento di ciò. Tuttavia, dopo aver appreso che il Corpo delle Lanterne Verdi potevano fare ricorso alla forza letale contro i Sinestro Corps, ed esserne stato testimone, si spaventò e fuggì.
Dopo la guerra, Amon Sur fu trovato da un contingente di Lanterne Verdi sul pianeta Varva, dove scoprirono che aveva sterminato la famiglia della Lanterna Ke'Haan. Amon dichiarò che si sarebbe arreso pacificamente. Disse che il motivo era che le altre Lanterne Gialle, ancora in fuga, così avrebbero saputo di ciò che aveva fatto e a loro volta avrebbero assassinato le famiglie delle altre Lanterne cadute. Al fine di prevenire questa evenienza, l'intimo amico di Ke'Haan e la Lanterna Laira lo uccise. A quel punto, il suo anello giallo del potere lo abbandonò e si diresse verso la Terra. Hal Jordan e John Stewart fermarono l'anello dal reclutare il super criminale noto come Spaventapasseri. L'anello fu infine distrutto dai leader del Corpo, i Guardiani. Il corpo di Amon fu invece inviato su Oa. Quando Laira sentì i suoi colleghi affermare che lei aveva commesso un omicidio, si infuriò, e incenerì il corpo di Amon per prevenire ogni possibilità di resurrezione.

### La notte più profonda
Durante La notte più profonda, Amon fu in qualche modo resuscitato - nonostante il precedente incenerimento - come Lanterna Nera. Lui e molti altri membri dei Sinestro Corps si unirono a Sinestro nella casa delle Star Sapphire. L'acido membro dei Sinestro Corpo Slushh riuscì brevemente ad arrestare Amon; bloccato nel viscidume di Slashh, l'anello nero del potere di Amon venne via. Tuttavia, subito un altro anello volò sul dito dei suoi resti scheletrici. Solo gli sforzi combinati di Hal Jordan e della Tribù Indigo furono in gradi fermarlo e infine distruggerlo.

## Poteri e abilità
Grazie alla sua fisiologia Ungariana, Amon è in grado di rigenerare ogni parte del suo corpo, inclusa la testa.
Come membro dei Sinestro Corps, utilizza un anello giallo del potere forgiato su Qward. L'anello può creare oggetti di luce solida basati sui pensieri del portatore, così come fornisce il volo e la protezione di un campo di forza. L'anello giallo del potere è alimentato dalla paura, invece che dalla volontà. Questo anello viene ricaricato dagli androidi Manhunters, che hanno al loro interno una batteria gialla del potere, che in cambio sono collegate alla grande Batteria Gialla del Potere Centrale su Qward. L'anello giallo del potere non ha nessuna debolezza conosciuta, a differenza della precedente debolezza degli anelli verdi del potere verso il colore giallo. In più, gli anelli gialli del potere non sono limitati dal divieto dell'assassinio di esseri senzienti come, un tempo, erano gli anelli delle Lanterne Verdi.
Come membro del Corpo delle Lanterne Nere, Amon indossa un anello nero del potere. Anche questo gli permette di volare, e di creare dei costrutti di luce nera solida. Questo particolare anello permette ad Amon di avvertire quando una persona prova una delle sette emozioni colorate. In quel momento, una Lanterna Nera è in grado di rimuovere il cuore di quella determinata persona, fornendo così all'intero Corpo un grado di potere in più, pari allo 0,1 per ogni persona uccisa.

## Altri media
Amon Sur è apparso come antagonista principale nel videogioco Lanterna Verde: L'ascesa dei Manhunters, doppiato da Steve Blum. All'inizio lo si vede al funerale di suo padre Abin Sur, nel quale incontra per la prima volta Hal Jordan congratulandosi con lui e sentendosi sollevato che almeno ha trovato un successore prima della morte. Dopo l'attacco dei Manhunters a Oa, non è più presente per molto tempo finché verso la fine non si scopre che c'è lui dietro l'intero complotto e che ha organizzato tutto per distruggere il Corpo delle Lanterne Verdi, segnato dal rancore perché l'anello di suo padre ha scelto un altro come erede e non lui. Dopo aver assorbito l'energia gialla della Paura dalla camera proibita, si batte con Hal Jordan che lo sconfigge dopo un duello definitivo.